# Backbone (album)
Albums de Status Quo
Aquostic II: That's a Fact
(2016)
Singles
1. Backbone
Sortie : 12 juillet 2019
2. Liberty Lane
Sortie : 9 août 2019

 Backbone est le trente-troisième album studio du groupe de rock anglais, Status Quo. Il est sorti le 6 septembre 2019 sur le label Fourth Chord Records / earMusic et est produit par Francis Rossi.

## Historique
Cet album fut enregistré fin 2018 et début 2019 dans les studios ARSIS de Francis Rossi. Il est le premier album studio du groupe sans le guitariste/chanteur, Rick Parfitt qui décéda fin 2016. Il est remplacé par Richie Malone. Dans une interview donné en novembre 2022 pour le magazine Classic Rock, Francis Rossi laisse entendre que cet album pourrait être le dernier, la faute à l'industrie musicale et particulièrement à la plateforme de streaming Spotify à qui il reproche le peu de rémunération que touche le groupe pour chaque stream.
L'album fit une belle entrée dans les charts britanniques en se classant directement à la 6e place. Il  atteindra le même classement en Allemagne mais fera encore mieux en Suisse, 2e et en Écosse ou il se classa à la première place.

## Liste des titres
| No  | Titre                        | Auteur                   | Durée |
| --- | ---------------------------- | ------------------------ | ----- |
| 1.  | Waiting for a Woman          | Francis Rossi, Bob Young | 4:28  |
| 2.  | Cut Me Some Slack            | Rossi, John Edwards      | 3:42  |
| 3.  | Liberty Lane                 | Rossi, Edwards           | 3:28  |
| 4.  | I See You're in Some Trouble | Rossi, Young             | 3:47  |
| 5.  | Backing Off                  | Rossi, Andy Bown         | 4:12  |
| 6.  | I Wanna Run Away with You    | Rossi, Young             | 3:23  |
| 7.  | Backbone                     | Rossi, Edwards           | 3:03  |
| 8.  | Better Take Care             | John David               | 3:34  |
| 9.  | Falling Off the World        | Leon Cave                | 3:29  |
| 10. | Get Out of My Head           | Richie Malone            | 3:24  |
| 11. | Running Out of Time          | Rossi, Bown              | 3:29  |

### Titres bonus de la version digipak
| No  | Titre          | Auteur      | Durée |
| --- | -------------- | ----------- | ----- |
| 12. | Crazy Crazy    | Rossi, Bown | 3:18  |
| 13. | Face the Music | Malone      | 3:27  |

## Musiciens
- Francis Rossi: chant principal, guitare solo
- Richie Malone: guitare rythmique, chant
- Andy Bown: claviers, guitare, chant
- John Edwards: basse, guitare, chant
- Leon Cave: batterie, percussions

## Charts
| Pays                          | Durée du classement | Meilleur classement | Date              |
| ----------------------------- | ------------------- | ------------------- | ----------------- |
| Allemagne (GfK Entertainment) | 5 semaines          | 6e                  | 13 septembre 2019 |
| Autriche (Ö3 Austria Top 40)  | 2 semaines          | 23e                 | 20 septembre 2019 |
| Belgique (V) (Ultratop)       | 4 semaines          | 31e                 | 14 septembre 2019 |
| Belgique (W) (Ultratop)       | 4 semaines          | 21e                 | 14 septembre 2019 |
| Écosse (Scottish Album Chart) | 8 semaines          | 1er                 | 13 septembre 2019 |
| Espagne (Promusicae )         | 1 semaines          | 43e                 | 15 septembre 2019 |
| France (SNEP)                 | 1 semaine           | 114e                | 7 septembre 2019  |
| Pays-Bas (MegaCharts)         | 1 semaine           | 28e                 | 14 septembre 2019 |
| Royaume-Uni (UK Albums Chart) | 4 semaines          | 6e                  | 13 septembre 2019 |
| Suède (Sverigetopplistan)     | 1 semaines          | 31e                 | 13 septembre 2019 |
| Suisse (Schweizer Hitparade)  | 9 semaines          | 2e                  | 15 septembre 2019 |